# Reinhard Kreckel
Reinhard Kreckel (* 20. November 1940 in Nürnberg) ist ein deutscher Soziologe.

## Leben und Arbeit
Reinhard Kreckel studierte Soziologie, Geschichte und Philosophie in West-Berlin, Paris, Aix-en-Provence und München, wo er 1969 promovierte. Er war von 1969 bis 1973 Wissenschaftlicher Assistent an der Universität München, anschließend bis 1977 Lecturer und Senior Lecturer für Soziologie an der Universität Aberdeen (Schottland). Von 1977 bis 1992 lehrte er Soziologie an der Universität Erlangen-Nürnberg, seit 1980 als Professor.
Kreckel war Gastprofessor an der New School for Social Research New York, der Dalhousie Universität im kanadischen Halifax, dem Institut d’études politiques Paris und dem Institut für höhere Studien in Wien. Von 1992 bis 2006 lehrte er als Professor für Soziologie an der Martin-Luther-Universität Halle-Wittenberg, von 1996 bis 2000 war er ihr Rektor. Von 2001 bis 2010 war er Direktor des Instituts für Hochschulforschung (HoF) an der Leucorea in Wittenberg. Seit 2011 ist er Senior Research Fellow am HoF.
Reinhard Kreckels wissenschaftliche Interessen liegen auf dem Gebiet der theoretischen Makrosoziologie, der Soziologie sozialer Ungleichheiten, der Geschlechter- und der Hochschulforschung sowie der Interkulturellen Beziehungen.
Reinhard Kreckel war seit 1964 mit der Psychotherapeutin Marga Kreckel († 2024) verheiratet.

## Schriften (Auswahl)
als Autor
- Soziale Integration und nationale Identität. Eine Wiederbegegnung nach drei Jahrzehnten. Institut für Hochschulforschung Wittenberg, Halle 2024 (Preprint: https://www.researchgate.net/publication/379952180_Soziale_Integration_und_nationale_Identitat_Eine_Wiederbegegnung_nach_drei_Jahrzehnten).
- mit Marga Kreckel: Xinjiang und die Eurasische Seidenstraße. Ein historisch-politisches Sachbuch – in der Hoffnung auf bessere Zeiten. Halle 2022 (Preprint: https://www.researchgate.net/publication/359584474_Xinjiang_und_die_Eurasische_Seidenstrasse_Ein_historisch-politisches_Sachbuch_-_in_der_Hoffnung_auf_bessere_Zeiten).
- mit Karin Zimmermann: Hasard oder Laufbahn. Akademische Karrierestrukturen im internationalen Vergleich. Akademische Verlagsanstalt, Leipzig 2014, ISBN 978-3-931982-84-3.(https://www.researchgate.net/publication/308899910_Hasard_oder_LaufbahnAkademische_Karrierestrukturen_im_internationalen_Vergleich).
- Politische Soziologie der sozialen Ungleichheit (Theorie und Gesellschaft, Bd. 25). 3. erweiterte Auflage. Campus, Frankfurt am Main 2004, ISBN 3-593-37598-2.
- Vielfalt als Stärke. Anstöße zur Hochschulpolitik und Hochschulforschung (Wittenberger Hochschulforschung). Lemmens, Bonn 2004, ISBN 3-932306-58-9.               (https://www.researchgate.net/publication/321135010_Vielfalt_als_Starke_Anstosse_zur_Hochschulpolitik_und_Hochschulforschung).
- mit Friedrich von Krosigk, Georg Ritzer, Roland Schütz und Gerhard Sonnert: Regionalistische Bewegungen in Westeuropa. Zum Struktur- und Wertwandel in fortgeschrittenen Industriegesellschaften (Forschungsstelle Wirtschafts- und Sozialwissenschaften, Bd. 19). Leske & Budrich, Opladen 1986, ISBN 3-8100-0582-7.
- Soziologisches Denken. Eine kritische Einführung (UTB, Bd. 574). 3. Auflage. Leske & Budrich, Opladen 1983, ISBN 3-8100-0166-X.  (https://www.researchgate.net/publication/312033406_Soziologisches_Denken_Eine_kritische_Einfuhrung).
- Soziologische Erkenntnis und Geschichte. Über Möglichkeit und Grenzen einer empirisch-analytischen Orientierung in den Humanwissenschaften (Beiträge zur soziologischen Forschung, Bd. 6). Westdeutscher Verlag, Opladen 1972, ISBN 3-531-11067-5. (zugl. Dissertation, Universität München 1969)(https://www.researchgate.net/publication/312033550_Soziologische_Erkenntnis_und_Geschichte_Uber_Moglichkeit_und_Grenzen_einer_empirisch-analytischen_Orientierung_in_den_Humanwissenschaften).
- mit Ditmar Brock und Hartwig Thode: Vertikale Mobilität und Immobilität in der Bundesrepublik Deutschland. Bericht einer Untersuchung im Auftrag des Bundesministeriums des Innern (Mitteilungen aus dem Institut für Raumordnung, Bd. 75). Bundesforschungsanstalt für Landeskunde und Raumordnung, Bonn-Bad Godesberg 1972.

als Herausgeber
- Zwischen Promotion und Professur. Das wissenschaftliche Personal in Deutschland im Vergleich mit Frankreich, Großbritannien, USA, Schweden, den Niederlanden, Österreich und der Schweiz. Akademische Verlagsanstalt, Leipzig 2008, ISBN 978-3-931982-61-4.(https://www.researchgate.net/publication/301219099_Zwischen_Promotion_und_Professur_Das_wissenschaftliche_Personal_in_Deutschland_im_Vergleich_mit_Frankreich_Grossbritannien_USA_Schweden_den_Niederlanden_Osterreich_und_der_Schweiz).
- mit Jan-Hendrik Olbertz und Peer Pasternack: Qualität. Schlüsselfrage der Hochschulreform (Wittenberger Hochschulforschung). Beltz, Weinheim 2001, ISBN 3-89271-943-8.
- Soziale Ungleichheiten (Soziale Welt/Sonderband, 2). 2. Auflage. Schwartz, Göttingen 1990, ISBN 3-509-01341-7.